# 高井戸雫
高井戸 雫（たかいど しずく）は日本の女性声優。主にアダルトゲームに声をあてている。

## 人物
芸名の「高井戸」は以前高井戸に住んでいたことから、「雫」は耳をすませばのヒロインから取っている。（ツイッターより）

## 出演作品
太字はヒロインまたは主役

### OVA
- 少女戦機ブレインジャッカー（メデューサ）[1]

### アダルトゲーム

#### 2005年
- 魔奴隷 〜調教の館〜（リリ）

#### 2008年
- お嬢様はマゾ（端山 文美）
- 美脚性奴会長 亜衣「こ、この変態! 私のタイツになんてことを……!」（松川 春菜）
- Maple Colors 2（猿山 うち）

#### 2009年
- イキすぎ!Mレッスン(篠原 瑞枝)
- くのいち飛鳥 〜吉原遊郭奇談〜（夕顔）
- クロウカシス 七憑キノ贄（燈山 あかね）
- 出撃!! 乙女たちの戦場〜闇を切り裂く、にび色の徹甲弾〜（神崎 真雪、亀梨 琥珀、ラース、プライド）[2]
- 白光のヴァルーシア（ミト、女王蟲）
- 私の知らない妻の貌（帯刀 一花）

#### 2010年
- ノーブレスオブリージュ（城戸 遥香）
- えろげー! 〜Hもゲームも開発三昧〜（鳳 麗奈）
- 紫影のソナーニル -What a beautiful memories-（ミリア、フォノグラフ）
- プリンセス・ハンティング〜魔王様の収穫祭〜（リドリー・フォン・バーデンリッヒ）[3]
- 変態性癖ドミナンス（篠原 瑞枝）[4]
- 揉乳学園・発情中（宇喜多 織枝）[5]
- 炎の孕ませおっぱい身体測定（樫葉 莉子）

#### 2011年
- まかぱらっ!〜あの世でめちゃモテ〜（赤坂 奈美/垢舐）
- 巨乳トライ! -短期集中乳揉みレッスン-（神那崎 桃依）
- ユユカナ -under the Starlight-（瀬能 透子）
- 戦極姫3〜天下を切り裂く光と影〜（毛利元就、小田氏治）
- 大帝国（ハンナ・ロック）
- マドンナ 〜完熟ボディCollection〜（荻原 遙） [6]
- 無限煉姦 〜恥辱にまみれし不死姫の輪舞〜（静香）[7]

#### 2012年
- DRACU-RIOT!（淡路 萌香）[8]
- 屋上の百合霊さん（榎木 サチ）[9]
- Strawberry Feels 〜ストロベリー・フィールズ〜（涼崎 千里）[10]
- おれつま! 〜オレがマンション管理人になったら人妻たちとちょっとイイコトできちゃうかも!?〜（鳳 麗奈）[11]

#### 2018年
- 屋上の百合霊さん 〜フルコーラス〜（榎木 サチ）[12][13]

### インターネットラジオ
- CLOCKUP team ANISEプレゼンツ― Hもラジオも開発三昧【☆（えろ）ラジ】
- ノーブラ☆ジオ
- ユーフォリアラジオ、略して☆（リア）ラジオ
- ☆（レプ）ラジ
- イノグレ倶楽部